# Elezioni parlamentari in Polonia del 1997
Le elezioni parlamentari in Polonia del 1997 si tennero il 21 settembre per il rinnovo dell'Assemblea nazionale (Sejm e Senato). In seguito all'esito elettorale, Azione Elettorale Solidarność formò il governo e Jerzy Buzek divenne Presidente del Consiglio.

## Risultati

### Sejm
| Liste                                                                 | Voti       | %     | Seggi |
| --------------------------------------------------------------------- | ---------- | ----- | ----- |
| Azione Elettorale Solidarność (include: ZChN - SKL - PC - PChD - KPN) | 4 427 373  | 33,83 | 201   |
| Alleanza della Sinistra Democratica                                   | 3 551 224  | 27,13 | 164   |
| Unione della Libertà                                                  | 1 749 518  | 13,37 | 60    |
| Partito Popolare Polacco                                              | 956 184    | 7,31  | 27    |
| Movimento per la Ricostruzione della Polonia                          | 727 072    | 5,56  | 6     |
| Unione del Lavoro                                                     | 620 611    | 4,74  | –     |
| Partito Nazionale dei Pensionati                                      | 284 826    | 2,18  | –     |
| Unione per la Politica Reale                                          | 266 317    | 2,03  | –     |
| Alleanza Nazionale dei Pensionati                                     | 212 826    | 1,63  | –     |
| Blocco per la Polonia                                                 | 178 395    | 1,36  | –     |
| Minoranza Tedesca                                                     | 51 027     | 0,39  | 2     |
| Associazione Sociale-Culturale Tedesca                                | 16 724     | 0,13  | –     |
| Associazione della Minoranza Nazionale Slava                          | 13 632     | 0,10  | –     |
| Autodifesa della Repubblica Polacca                                   | 10 073     | 0,08  | –     |
| Altri <10.000 voti                                                    | 22 429     | 0,17  | –     |
| Totale                                                                | 13 088 231 | 100   | 460   |

- I 201 seggi ottenuti da Azione Elettorale Solidarność includono i 25 seggi dell'Unione Cristiano-Nazionale, i 15 seggi del Partito Conservatore-Popolare, i 14 di Accordo di Centro e i 7 del Partito dei Democratici Cristiani.